# Lankheet

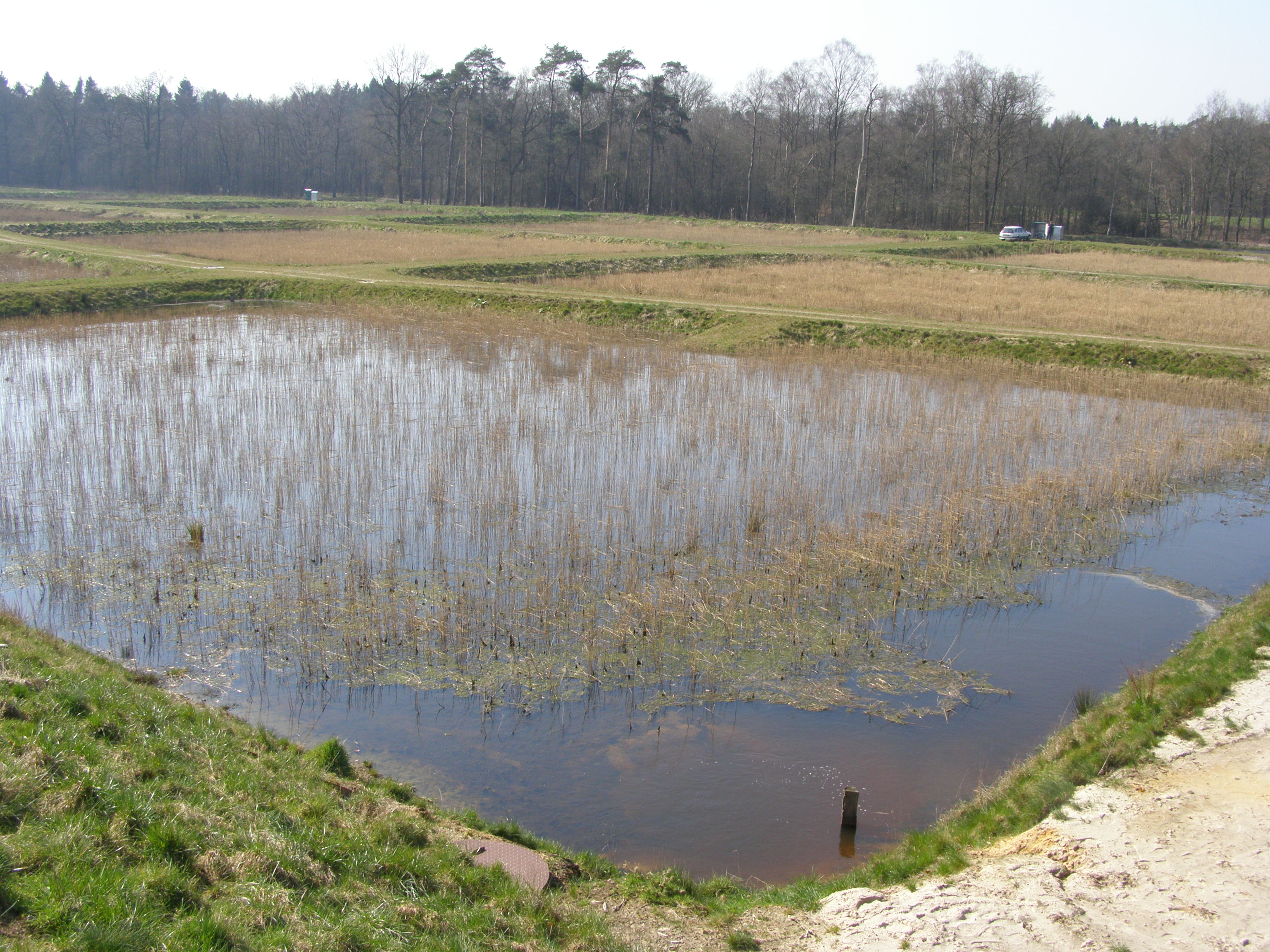
Rietbassins waarin het water van de Buurserbeek wordt gezuiverd

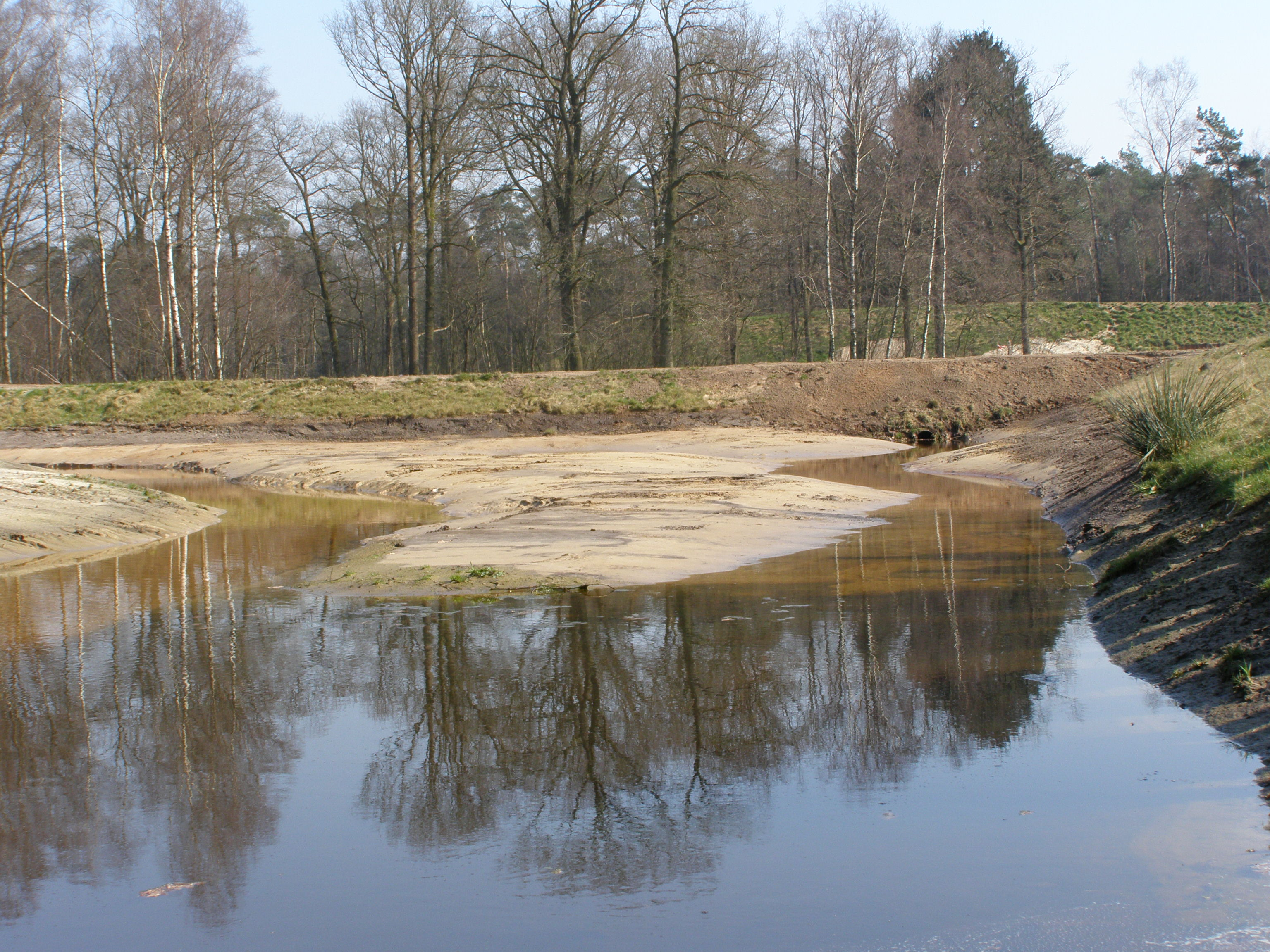
Waterpark Het Lankheet

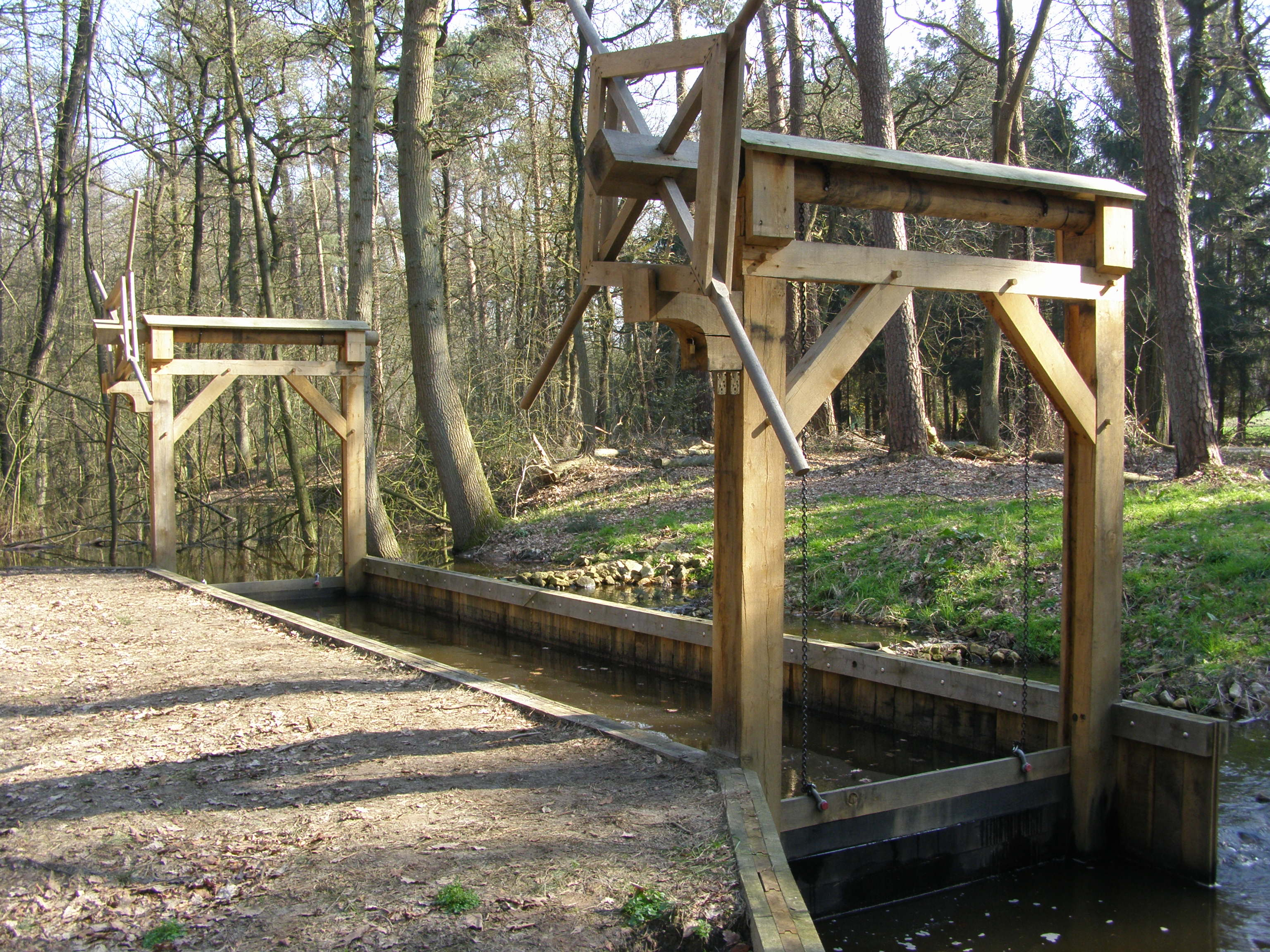
Replica van een houten sluis in de Botterbeek

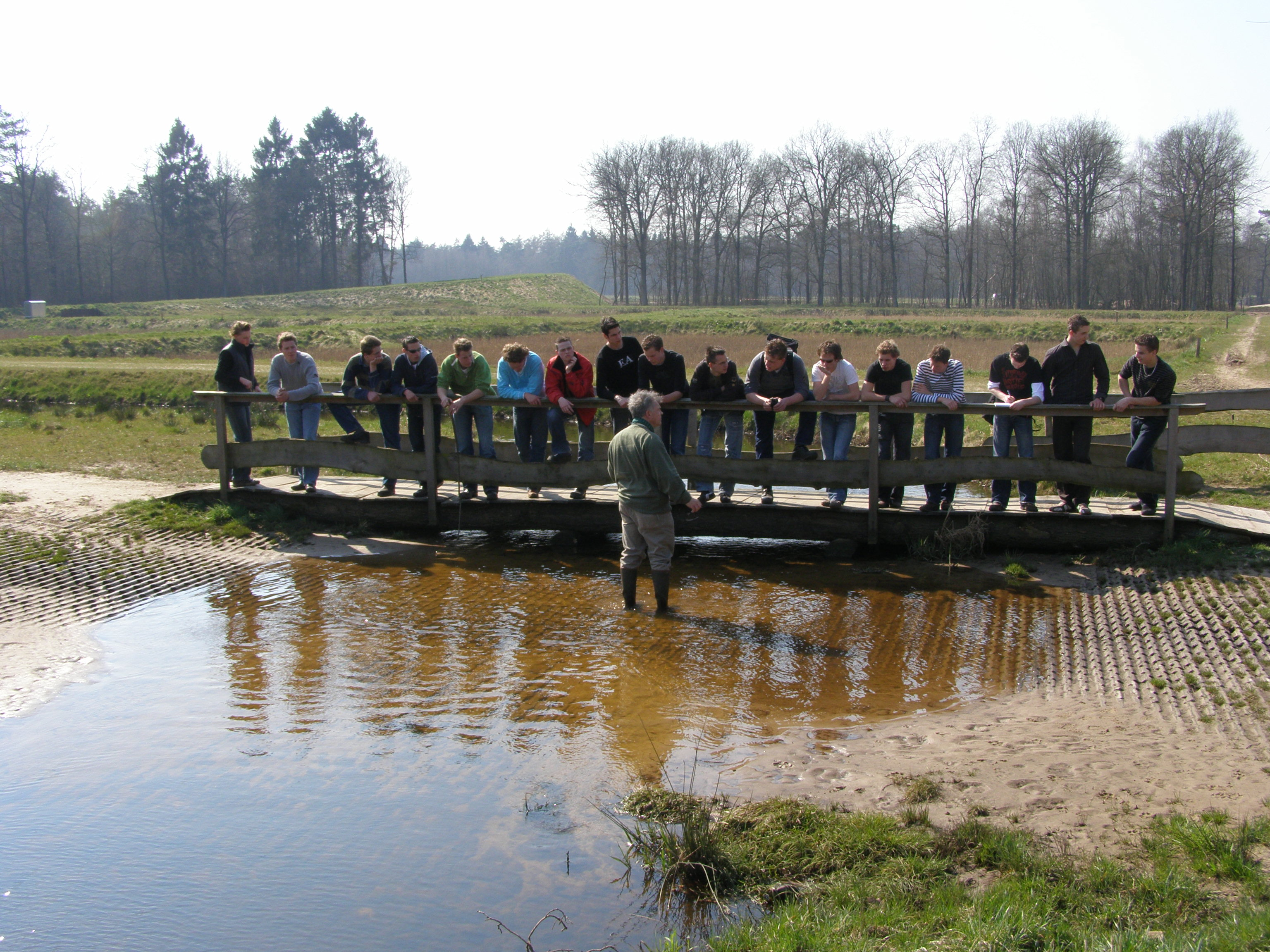
Voorde (naast houten loopbrug) op Het Lankheet ten zuiden van Haaksbergen

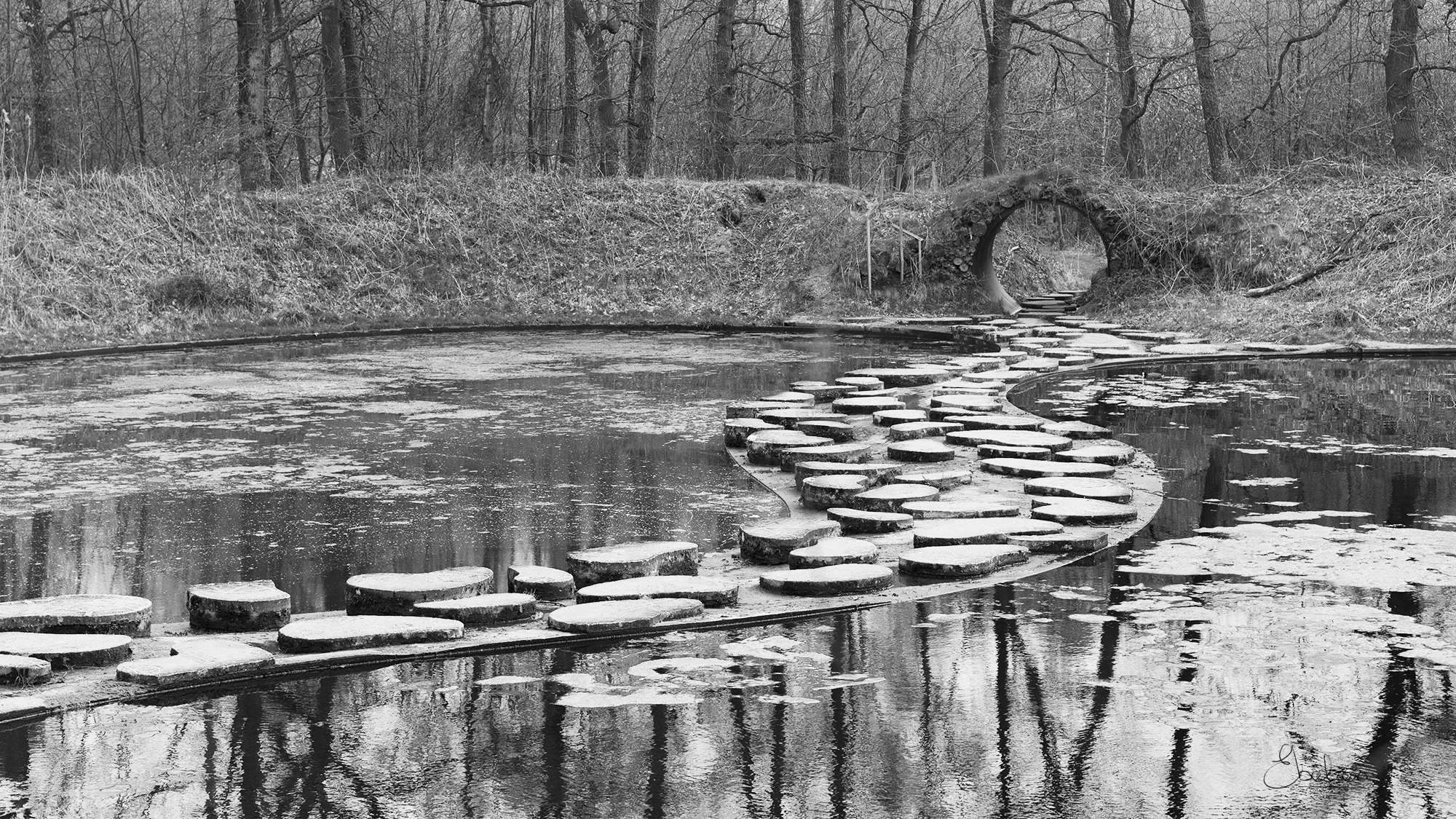
Stapstenen

Het Lankheet is een landgoed ten zuiden van de Nederlandse plaats Haaksbergen (provincie Overijssel). Het familiegoed is ca. 500 hectare groot en kent een afwisseling van bos (390 ha.), landbouw (50 ha.), heide en vennen (40 ha.) en rietfilters (15 ha.). De Buurserbeek loopt door het gebied. In de omgeving van het landgoed bevindt zich de Oostendorper watermolen waar vroeger olie, meel, en papier werd gemaakt. De grondstoffen hiervoor werden over de beek aangevoerd. Op het landgoed bevonden zich vroeger vloeiweide, die teruggaan tot ongeveer het jaar 1000. Deze streken werden toen geteisterd door aanhoudende hitte, schaarse regenval en warme winters. Men groef daarom kanaaltjes over lemige, dus waterdichte, ondergrond en wist daarmee over redelijk grote afstanden de weilanden te bevloeien.
Na 1999 is geprobeerd het vloeiweidensysteem te herstellen. Het landgoed is daartoe gedeeltelijk omgevormd tot waterpark. Er wordt wetenschappelijk onderzoek verricht op het gebied van waterbeheer door onder meer het Waterschap Rijn en IJssel en Universiteit Wageningen.

## Kunstmest
Het Lankheet was een erg gevarieerd gebied, waar kleine boerderijen te midden van heide, bos en veen lagen. Door de verbeterde bevloeiingen ging het de boeren in het gebied duidelijk beter. Door de komst van betaalbare kunstmest raakten de bevloeiingssystemen echter rond 1920 in onbruik. Om de kostelijke wondermest niet uit te spoelen, moest het water van het land af en werden de oude watersystemen nu gebruikt om het water snel af te voeren. Helaas is veel natuur in Nederland de laatste vijftig jaar verdroogd door de ontwatering voor de kunstmest in de landbouw. Daardoor zijn de natuurwaarden erg achteruit gegaan. Om Het Lankheet van meer water te voorzien is er een spectaculair plan ontwikkeld.

## Waterpark
Omdat er onvoldoende kwelwater beschikbaar bleek te zijn werden in 2004 op advies van de universiteit in de vorm van een sawasysteem achttien rietbassins aangelegd die dienstdoen als helofytenfilter. Op de wortels van het riet groeien bacteriën die zich voeden met afvalstoffen uit het water. De bassins worden voorzien van water uit de Buurserbeek dat zo gezuiverd wordt van een groot deel van de zich erin bevindende fosfaat en stikstof. Het systeem kan 1,5 miljoen kubieke meter water per jaar verwerken. Van de bassins gaat het water via drie herstelde kleine middeleeuwse beeklopen naar de historische vloeivelden. Om constant de kwaliteit van het gezuiverde water te controleren worden elke dag automatisch monsters genomen. De gegevens worden verwerkt door onderzoekers van de Universiteit Wageningen. Onder optimale omstandigheden hoopt men het water voor 70-80 procent te kunnen zuiveren. Het deel van het landgoed waar deze vorm van waterzuivering plaatsvindt is ongeveer acht hectare groot. 

### Doel
Door de waterzuivering en herstel van de beekjes en vloeivelden hoopt men de oude beekbegeleidende natuur terug te laten keren. Het gezuiverde water wordt ook gebruikt om door wateronttrekking verdroogde broekbossen te herstellen en stroomt uiteindelijk terug naar de Buurserbeek. Het project speelt ook in op de aandacht voor klimaatverandering. Tijdens perioden met hoge afvoer kan beekwater op het landgoed worden geborgen. Verder wordt er een 'bos van de toekomst' aangelegd waar bezoekers kunnen zien hoe het bos verandert als gevolg van klimaatverandering. Het gebied functioneert indien nodig bij extreem hoogwater ook als retentiegebied voor de Buurserbeek.
Het riet wordt jaarlijks geoogst en afgezet als duurzame energie. Het proefproject dient ook om te bekijken of riet als biomassa voor energieopwekking economisch rendabel is. Als het waterpark functioneert naar verwachting en economisch rendabel is zullen er op meer plaatsen in Nederland dergelijke parken worden aangelegd.
Het Waterpark is een initiatief van Het Lankheet, Provincie Overijssel, Wageningen Universiteit, Waterschap Rijn en IJssel en Arcadis. Subsidie kwam er ook van de Europese Unie.

## Buurserbeek
Het goederenvervoer over de Buurserbeek die door het landgoed loopt ging in vroeger tijden met kleine boten van 8,5 m lang, 1,5 m breed en 1 m hoog met een diepgang van 12 cm. Het vervoer over de beek was niet zonder problemen. Het verval was groot (0,5 m /km) en er was zomers vaak weinig water. Met het opwerpen van dammen en andere middelen probeerden de schippers de beek zo lang mogelijk bevaarbaar te houden. Na 1850 was door de verbetering van de wegen het gebruik van de beek als vaarweg nog maar gering. Vanwege overstromingen bij veel regenval bleef de Buurserbeek wel belangrijk als voor de waterafvoer. Eind jaren dertig van de twintigste eeuw is beek flink verbreed en zijn er vele bochten afgesneden. Toen werden ook de sluis en het omleidingkanaal aangelegd.

## Beekbegeleidende natuur
In het waterpark kan allei beekbegeleidende vegetatie worden aangetroffen.
- In het water: de gele plomp, pijlkruid, waterweegbree, zwanenbloem, wolfspoot.
- Op de oevers: gewone smeerwortel, bijvoet, rode klaver, rolklaver, vergeet-mij-nietje, zevenster, dolle kervel, gewone berenklauw